# Ludwig Eyrich
Ludwig Eyrich (* 6. März 1841 in Mannheim; †  26. Juni 1892) war ein deutscher Naturwissenschaftler, Botaniker und Lehrer. Er war einer der ersten, der sich mit den Problemen der Reblaus in Baden beschäftigte.

## Leben
Ludwig Eyrich ging in Mannheim zur Schule. Im Herbst 1857 bezog er die Polytechnische Hochschule zu Karlsruhe, um sich vornehmlich mathematischen und physikalischen Studien zu widmen. 1859 wandte er sich nach Heidelberg, wo er sich unter der Leitung der Professoren Arnold und Pagenstecher besonders mit menschlicher Anatomie und Zootomie beschäftigte. Im August 1863 erwarb er sich mit der Note "summa cum laude" die philosophische Doktorwürde.
In seine Vaterstadt Mannheim zurückgekehrt, ordnete er zunächst einen großen Teil der zoologischen Sammlung des Großherzoglichen Museums. Auch wirkte er als Lehrer für Mathematik und Naturwissenschaften an verschiedenen Lehranstalten Mannheims, welchen Beruf er aber später aufgab. Dagegen verwaltete er bis zu seinem Tode das Amt eines Oberaichmeisters der Stadt Mannheim.
Eyrich war einer der ersten, welche sich mit der Reblausfrage in Baden beschäftigten. Wohl in Folge davon wurde er von der großherzoglichen Regierung in die Rebbeobachtungskommission gewählt und war lange Jahre in dieser Richtung tätig. Von der Kgl. Preußischen Regierung als Kommissar berufen verweilte er drei Jahre zur Beobachtung der Reblausheerde zu Linz am Rhein.
Neben dieser Tätigkeit, von welcher zahlreiche Vorträge und in Tagesblättern und landwirtschaftlichen Zeitschriften erschienene Abhandlungen Zeugnis geben, beschäftigte sich Eyrich besonders mit Malakozoologie und Entomologie. Seine hierauf bezüglichen umfangreichen Sammlungen befinden sich im Besitz des Mannheimer Vereins für Naturkunde und sind im Großherzoglichen Museum aufgestellt. Besonders zogen ihn mikroskopische Studien an, und bei der Betrachtung der Mikroorganismen waren es die Desmidiaceen und Bacillariaceen, über welche die pfälzische Flora die ersten Berichte von seiner Hand aufzuweisen hat. Seine letzte Arbeit, ein Verzeichnis der badischen Diatomeen erstreckte sich bereits auf 200 Arten, welche alle von ihm nachgewiesen sind. Eine hinterlassene Sammlung von Diatomeenpräparaten ist in den Besitz der Universität Heidelberg übergegangen. Im Jahre 1880 heiratete Eyrich mit Pauline (geb. Leser), welcher Ehe zwei Söhne entstammen. Schon seit einiger Zeit herzleidend, ereilte ihn der Tod unvermutet am 26. Juni 1892.
Eyrich war seit 1888 Mitglied der Deutschen Botanischen Gesellschaft, Ehrenmitglied der „Pollichia“, langjähriges Mitglied des Mannheimer Vereins für Naturkunde, der Malakozoologischen Gesellschaft (seit 1868), des Botanischen Vereins für Baden und andere Vereine. Eine besondere Freundschaft verband ihn mit dem in Schwetzingen verstorbenen Naturforscher Dr. Karl Friedrich Schimper, und er hat mehr als einmal dessen Prioritätsrechte gewahrt. Eyrich war einer der wenigen, welche dieser merkwürdige Mann bis zu seinem Tode seines Vertrauens würdigte. Schimper übergab ihm auf dem Sterbebett das Manuskript seiner nie gedruckten, aber oft erwähnten Blattstellungslehre, welches Buch von Eyrichs Frau, einem bei Lebzeiten von ihrem Gatten ausgesprochenem Wunsche gemäß, der Universität Heidelberg als Geschenk überwiesen wurde.

## Quelle
- Berichte der Deutschen Botanischen Gesellschaft, von Deutsche Botanische Gesellschaft, 1892.

| Personendaten    | Personendaten                                        |
| ---------------- | ---------------------------------------------------- |
| NAME             | Eyrich, Ludwig                                       |
| KURZBESCHREIBUNG | deutscher Naturwissenschaftler, Botaniker und Lehrer |
| GEBURTSDATUM     | 6. März 1841                                         |
| GEBURTSORT       | Mannheim                                             |
| STERBEDATUM      | 26. Juni 1892                                        |